# Альцате-Брианца
Альца́те-Бриа́нца (итал. Alzate Brianza, ломб. Alzaa / Alzàa) — город в Италии, расположен в регионе Ломбардия, подчинён административному центру Комо (провинция).
Население составляет 4815 человек, плотность населения — 651 чел./км². Занимает площадь 7 км². Почтовый индекс — 22040. Телефонный код — 00031.
Покровителями города считаются апостолы Пётр и Павел. Праздник города ежегодно празднуется 29 июня.